# Summa rei publicae
La Summa rei publicae è una costituzione emanata il 7 aprile 529 dalla commissione dell'imperatore Giustiniano. Con questa costituzione venne pubblicato il primo codice giustinianeo c.d. Novus Iustinianus Codex (compilazione annunciata con la constitutio Haec quae necessario). Tale costituzione è indirizzata a Mena, illustre prefetto del Pretorio d'Oriente. Essa non ci è pervenuta, poiché sostituita nel 534, dopo la pubblicazione del Digesto e delle Istituzioni, da una seconda edizione, il Codex repetitae praelectionis, che è invece giunto sino a noi.
Contiene al paragrafo terzo un importante riferimento alla citazione delle costituzioni contenuti nel Novus Iustinianus Codex e all'eventuale aggiunta degli scritti degli antichi giuristi. Dunque gli iura assumono sia una funzione integrativa, sia una funzione sussidiaria, cioè subordinata gerarchicamente rispetto alle leges. 